# Thysanactis dentex
Thysanactis dentex är en fiskart som beskrevs av Regan och Trewavas, 1930. Thysanactis dentex ingår i släktet Thysanactis och familjen Stomiidae. Inga underarter finns listade i Catalogue of Life.